# Joachim Andersen (football)
Pour les articles homonymes, voir Joachim Andersen et Andersen.
Joachim Christian Andersen, né le 31 mai 1996 à Frederiksberg, au Danemark, est un footballeur international danois qui évolue au poste de défenseur central au Fulham FC.

## Biographie

### Chez les jeunes
Joachim Andersen évolue d'abord dans les équipes de jeunes de Greve Fodbold, du FC Copenhague et du FC Midtjylland. Il est ensuite repéré par le club néerlandais du FC Twente, qu'il rejoint en 2013 sans avoir fait ses débuts avec le FC Midtjylland et où il poursuit sa formation.

### Carrière en club

#### FC Twente (2015-2017)
C'est avec le club néerlandais du FC Twente qu'il commence sa carrière professionnelle. Il joue son premier match en entrant en jeu le 6 mars 2015 sur la pelouse de Willem II Tilburg (match nul 2-2). Une semaine plus tard, il signe un nouveau contrat avec son club, courant jusqu'en 2018. Le 22 mars 2015, il marque son premier but avec le FC Twente sur la pelouse du FC Groningue. Ce but est marqué sur un coup franc frappé par son coéquipier Hakim Ziyech et repris de la cuisse par Andersen. Il commence petit à petit à se faire une place dans l'équipe et à devenir titulaire au sein de l'équipe néerlandaise.

#### Sampdoria (2017-2019)
Ses bonnes prestations avec le FC Twente attirent l’œil de la Sampdoria qui le fait signer le 25 août 2017 pour environ 1,5 million d'euros, alors qu'il avait déjà commencé la saison avec son club. Il fait ses débuts sous ses nouvelles couleurs le 25 février 2018 contre l'Udinese Calcio, match remporté par la Sampdoria sur le score de deux buts à un.
Si sa première saison à la Sampdoria est plutôt celle de l'adaptation à une nouvelle culture et un nouveau championnat, la saison 2018-2019 est celle de la révélation puisqu'il est titulaire en défense centrale et ce, le plus souvent aux côtés de Lorenzo Tonelli. Il est titulaire indiscutable lors de la première partie de saison, jouant les 18 premiers matchs de championnat, loupant seulement la dernière rencontre de la phase aller contre la Juventus Turin. Lors de la seconde partie de saison il est toujours titulaire mais davantage aux côtés de Omar Colley et boucle donc une saison pleine en tant que titulaire en charnière centrale à la Sampdoria.

#### Olympique lyonnais (2019-2021)
Le 12 juillet 2019, il est transféré à l'Olympique lyonnais pour une somme de 24 millions d'euros, auxquels s'ajoutent 6 millions d'euros d'éventuels bonus pour la Sampdoria de Gênes,,. Cette indemnité d'une valeur totale de 30 millions d'euros fait de lui la recrue la plus chère de l'histoire du club olympien, détrônant l'Argentin Lisandro López. Il paraphe un contrat de cinq ans, le liant avec l'Olympique lyonnais jusqu'en juin 2024. Il marque son premier but le 5 novembre 2019 en Ligue des champions contre le Benfica.

#### Prêt à Fulham (2020-2021)
Le 6 octobre 2020, il est prêté pour une saison au Fulham FC par l'Olympique lyonnais,. Sous les couleurs de Fulham, il s'impose très vite comme un titulaire indiscutable dans la défense centrale. Il porte même à de nombreuses reprises le brassard de capitaine des Cottagers. Ses performances éblouissantes lui permettent même d'être nommé pour le titre de joueur du mois de février en Premier League.

#### Crystal Palace (2021-2024)
Joachim Andersen poursuit sa carrière en Premier League puisqu'il signe à Crystal Palace un contrat de cinq ans en juillet 2021. Le montant de la transaction s'élève à 17,5 millions d'euros.
Andersen inscrit son premier but pour Crystal Palace le 27 août 2022, à l'occasion d'une rencontre de Premier League contre Manchester City. Il ne peut toutefois empêcher la défaite de son équipe ce jour-là (4-2 score final).
Le 30 septembre 2023, Andersen se fait remarquer en donnant la victoire à Crystal Palace contre Manchester United, en marquant le seul but du match à Old Trafford, lors d'une rencontre de Premier League,.
Crystal Palace annonce son départ du club après trois ans.

#### Retour à Fulham (depuis 2024)
Le 23 août 2024, Joachim Andersen fait son retour au Fulham FC, cette fois-ci de manière définitive,. Il signe un contrat de cinq ans, soit jusqu'en juin 2029, avec une année supplémentaire en option.

### En sélection
Joachim Andersen commence sa carrière internationale en sélection de jeunes le 23 mai 2012, disputant une rencontre amicale avec l'équipe du Danemark des moins de 16 ans contre l'Allemagne (défaite 5 buts à zéro).
Après un court passage dans la catégorie des moins de 17 ans, ponctué de deux matchs amicaux, il intègre la sélection des moins de 19 ans.
Il dispute avec cette équipe les éliminatoires du championnat d'Europe des moins de 19 ans en 2014 puis en 2015. À cinq reprises, il officie en tant que capitaine de l'équipe.
Appelé chez les espoirs à partir de 2015, il participe au championnat d'Europe espoirs en 2017. Lors de cette compétition organisée en Pologne, il doit se contenter d'un statut de remplaçant.
En mars 2017, il est convoqué par l'équipe des moins de 20 ans pour disputer deux rencontres amicales contre la Tchéquie et la Roumanie.
Le sélectionneur de l'équipe première du Danemark, Åge Hareide, fait appel à lui pour la première fois en mars 2019, pour des matchs face au Kosovo puis la Suisse. Il reste cependant sur le banc des remplaçants lors de ces deux rencontres sans entrer en jeu.
En mai 2021, il est convoqué par Kasper Hjulmand, le sélectionneur de l'équipe nationale du Danemark, dans la liste des 26 joueurs danois retenus pour participer à l'Euro 2020,.
Le 7 novembre 2022, il est sélectionné par Kasper Hjulmand pour participer à la Coupe du monde 2022.
Le 30 mai 2024, Andersen figure dans la liste des 26 joueurs danois retenus par Kasper Hjulmand pour participer à l'Euro 2024,.

## Statistiques détaillées

### En club

#### Parcours professionnel
| Saison                | Club                  | Championnat           | Championnat | Championnat | Coupe nationale | Coupe nationale | Coupe de la Ligue | Coupe de la Ligue | Compétition(s) continentale(s) | Compétition(s) continentale(s) | Compétition(s) continentale(s) | Danemark | Danemark | Total | Total |
| Saison                | Club                  | Division              | M.          | B.          | M.              | B.              | M.                | B.                | Comp.                          | M.                             | B.                             | M.       | B.       | M.    | B.    |
| 2014-2015             | FC Twente             | Eredivisie            | 7           | 1           | 1               | 0               | -                 | -                 | -                              | -                              | -                              | -        | -        | 8     | 1     |
| 2015-2016             | FC Twente             | Eredivisie            | 18          | 1           | 0               | 0               | -                 | -                 | -                              | -                              | -                              | -        | -        | 18    | 1     |
| 2016-2017             | FC Twente             | Eredivisie            | 22          | 2           | 0               | 0               | -                 | -                 | -                              | -                              | -                              | -        | -        | 22    | 2     |
| 2017-2018             | FC Twente             | Eredivisie            | 2           | 0           | 0               | 0               | -                 | -                 | -                              | -                              | -                              | -        | -        | 2     | 0     |
| Sous-total            | Sous-total            | Sous-total            | 49          | 4           | 1               | 0               | -                 | -                 | -                              | -                              | -                              | -        | -        | 50    | 4     |
| 2017-2018             | UC Sampdoria          | Serie A               | 7           | 0           | 1               | 0               | -                 | -                 | -                              | -                              | -                              | -        | -        | 8     | 0     |
| 2018-2019             | UC Sampdoria          | Serie A               | 32          | 0           | 2               | 0               | -                 | -                 | -                              | -                              | -                              | -        | -        | 34    | 0     |
| Sous-total            | Sous-total            | Sous-total            | 39          | 0           | 3               | 0               | -                 | -                 | -                              | -                              | -                              | -        | -        | 42    | 0     |
| 2019-2020             | Olympique lyonnais    | Ligue 1               | 18          | 1           | 4               | 0               | 4                 | 0                 | C1                             | 6                              | 1                              | 1        | 0        | 33    | 2     |
| 2020-2021             | Olympique lyonnais    | Ligue 1               | 3           | 0           | -               | -               | -                 | -                 | -                              | -                              | -                              | -        | -        | 3     | 0     |
| Sous-total            | Sous-total            | Sous-total            | 21          | 1           | 4               | 0               | 4                 | 0                 | -                              | 6                              | 1                              | 1        | 0        | 36    | 2     |
| 2020-2021             | Fulham FC (prêt)      | Premier League        | 30          | 1           | -               | -               | -                 | -                 | -                              | -                              | -                              | 7        | 0        | 37    | 1     |
| 2021-2022             | Crystal Palace        | Premier League        | 34          | 0           | 4               | 0               | 1                 | 0                 | -                              | -                              | -                              | 9        | 0        | 48    | 0     |
| 2022-2023             | Crystal Palace        | Premier League        | 32          | 1           | 1               | 0               | -                 | -                 | -                              | -                              | -                              | 6        | 0        | 39    | 1     |
| 2023-2024             | Crystal Palace        | Premier League        | 38          | 2           | 2               | 0               | -                 | -                 | -                              | -                              | -                              | 13       | 0        | 53    | 2     |
| 2024-2025             | Crystal Palace        | Premier League        | 1           | 0           | -               | -               | -                 | -                 | -                              | -                              | -                              | 0        | 0        | 1     | 0     |
| Sous-total            | Sous-total            | Sous-total            | 105         | 3           | 7               | 0               | 1                 | 0                 | -                              | 0                              | 0                              | 28       | 0        | 141   | 3     |
| 2024-2025             | Fulham FC             | Premier League        | 29          | 0           | 3               | 1               | 1                 | 0                 | -                              | -                              | -                              | 7        | 0        | 40    | 1     |
| Total sur la carrière | Total sur la carrière | Total sur la carrière | 272         | 9           | 18              | 1               | 6                 | 0                 | -                              | 6                              | 1                              | 43       | 0        | 345   | 11    |

### En sélection

#### Equipes de jeunes
| Saison                | Sélection             | Campagne              | Phases finales | Phases finales | Éliminatoires | Éliminatoires | Matchs amicaux | Matchs amicaux | Total | Total |
| Saison                | Sélection             | Campagne              | M              | B              | M             | B             | M              | B              | M     | B     |
| --------------------- | --------------------- | --------------------- | -------------- | -------------- | ------------- | ------------- | -------------- | -------------- | ----- | ----- |
| 2011-2012             | Danemark - 16 ans     | -                     | -              | -              | -             | -             | 1              | 0              | 1     | 0     |
| Sous-total            | Sous-total            | Sous-total            | -              | -              | -             | -             | 1              | 0              | 1     | 0     |
| 2012-2013             | Danemark - 17 ans     | -                     | -              | -              | -             | -             | 2              | 0              | 2     | 0     |
| Sous-total            | Sous-total            | Sous-total            | -              | -              | -             | -             | 2              | 0              | 2     | 0     |
| 2013-2014             | Danemark - 19 ans     | UEFA Euro 2014        | -              | -              | 3             | 0             | 1              | 0              | 4     | 0     |
| 2014-2015             | Danemark - 19 ans     | UEFA Euro 2015        | -              | -              | 5             | 0             | 4              | 0              | 9     | 0     |
| Sous-total            | Sous-total            | Sous-total            | -              | -              | 8             | 0             | 5              | 0              | 13    | 0     |
| 2016-2017             | Danemark - 20 ans     | -                     | -              | -              | -             | -             | 2              | 0              | 2     | 0     |
| Sous-total            | Sous-total            | Sous-total            | -              | -              | -             | -             | 2              | 0              | 2     | 0     |
| 2015-2016             | Danemark Espoirs      | UEFA Euro 2017        | -              | -              | -             | -             | 3              | 0              | 3     | 0     |
| 2016-2017             | Danemark Espoirs      | UEFA Euro 2017        | -              | -              | -             | -             | 1              | 0              | 1     | 0     |
| 2017-2018             | Danemark Espoirs      | UEFA Euro 2019        | -              | -              | 5             | 0             | 1              | 0              | 6     | 0     |
| 2018-2019             | Danemark Espoirs      | UEFA Euro 2019        | -              | -              | 4             | 0             | 2              | 0              | 6     | 0     |
| Sous-total            | Sous-total            | Sous-total            | -              | -              | 9             | 0             | 7              | 0              | 16    | 0     |
| Total sur la carrière | Total sur la carrière | Total sur la carrière | -              | -              | 17            | 0             | 17             | 0              | 34    | 0     |

## Palmarès
Olympique lyonnais
- Emirates Cup
  - Vainqueur en 2019
- Coupe de la Ligue
  - Finaliste en 2020